# Henrik Gabriel Porthan
El intelectual, también conocido como el Padre de la Historia finlandesa, Henrik Gabriel Porthan (1739-1804), estudiante de Juslenius y finófilo, escribió estudios sobre la historia de Finlandia, sobre mitología y poesía popular y sobre otras ciencias humanísticas a nivel internacional. Su De Poësi Fennica (publicado en cinco partes entre 1776 y 1778), estudio de la poesía finesa popular, tuvo una gran importancia y despertó el interés en la poesía Kalevala y en la mitología finlandesa. El estudio le sirvió además para fundamentar sus estudios posteriores sobre poesía. Fue uno de los fundadores de la Sociedad de Autores y el editor del primer periódico finés , Tidningar utgifne af et sällskap i Åbo, en 1771.
Porthan fue profesor de Frans Mikael Franzén e inspiró a la siguiente generación de literatos finlandeses, muchos de ellos, fundadores de la Sociedad Literaria Finesa en 1831.
La primera estatua pública de una persona real fue erigida en homenaje a Porthan en 1863, en la ciudad de Turku.